# Чемпионат СССР по лёгкой атлетике 1948
Лично-командный чемпионат СССР по лёгкой атлетике 1948 года проходил с 5 по 12 сентября в Харькове на стадионе «Динамо». Этот украинский город принимал первенство страны в четвёртый раз в истории (и второй подряд). На старт вышли 644 легкоатлета, представлявшие команды спортивных обществ и ведомств. На протяжении восьми дней были разыграны 38 комплектов медалей (24 у мужчин и 14 у женщин).

## История
В июле—августе 1948 года в Лондоне состоялись XIV летние Олимпийские игры. СССР не отправил своих спортсменов в британскую столицу, несмотря на официальное приглашение, поэтому главным стартом для легкоатлетов стал сентябрьский чемпионат страны в Харькове. В последующие годы в официальных советских справочниках составители отдельно отмечали, что в шести дисциплинах результаты чемпионов СССР 1948 года оказались выше, чем у олимпийских чемпионов: десятиборье, ходьба на 50 км и марафон у мужчин, толкание ядра, метание диска и метание копья у женщин.
На соревнованиях было установлено 10 рекордов СССР. Одним и самых ярких из них стало достижение Хейно Липпа в десятиборье (7780 очков), значительно превзошедшее результат олимпийского чемпиона Лондона Роберта Мэтиаса (7139 очков). Основной специализацией эстонского легкоатлета являлись метания (в Харькове он также выиграл золотую медаль в толкании ядра) — они и принесли ему наибольшее количество очков. Рекордная сумма сложилась из выступлений в отдельных видах: 100 м — 11,4, длина — 6,13 м, ядро — 16,18 м, высота — 1,70 м, 400 м — 50,2, 110 м с/б — 15,4, диск — 47,55 м, шест — 3,40 м, копьё — 61,96 м, 1500 м — 4.35,0. Липп закончил пятое десятиборье в карьере и показал лучший результат в мире, начиная с 1936 года.
Мужчины обновили все национальные рекорды в барьерном беге. Два из них записал на свой счёт киевлянин Евгений Буланчик. Он выиграл бег на 110 метров с барьерами с результатом 14,4, а в предварительных забегах на 400 метров с барьерами показал время 53,8. В финале он пробежал хуже (54,4), из-за чего уступил чемпионское звание Тимофею Лунёву (54,0). Буланчик компенсировал эту неудачу победами в других видах, беге на 400 метров и эстафете 4×400 метров, благодаря чему стал одним из самых успешных участников чемпионата.
22-летний Тимофей Лунёв, помимо победы на 400 метров с барьерами, стал первым на дистанции вдвое короче, где опередил ближайшего преследователя более чем на секунду и установил новый всесоюзный рекорд — 24,3.
Многократный рекордсмен страны Александр Пугачёвский, как и год назад, не имел себе равных сразу в трёх дисциплинах бега на средние дистанции. Он одержал уверенные победы на 800 и 1500 метров, а в беге на 3000 метров с препятствиями улучшил собственный рекорд СССР — 9.06,4.
Мужские сборные профсоюзов обновили национальные достижения в эстафетах 4×100 (42,2) и 4×400 метров (3.20,8). Аналогичного успеха среди женщин добились сборные «Динамо»: 4×100 метров — 48,4, 4×200 метров — 1.43,0. В обеих из них в составе команды выступала Ядвига Блинова, ранее установившая рекорд Союза в беге на 400 метров (прежний простоял 10 лет), пробежав один круг по стадиону за 57,6.
Сразу пять чемпионских титулов завоевала в Харькове Александра Чудина (прыжок в длину, метание копья, пятиборье, эстафеты 4×100 и 4×200 метров). На одну победу меньше оказалось у другой представительницы «Динамо», Зои Духович (100 и 200 метров, эстафеты 4×100 и 4×200 метров). Многократная рекордсменка и чемпионка страны, двукратная чемпионка Европы 1946 года Евгения Сеченова получила травму ноги в финале бега на 100 метров, из-за чего была вынуждена завершить соревнования.
Спринтер Николай Каракулов в пятый раз за последние шесть лет сделал победный дубль на дистанциях 100 и 200 метров. В этот раз навязать ему борьбу смог только Леван Санадзе, ставший двукратным серебряным призёром первенства. Бегун на длинные дистанции Феодосий Ванин выиграл бег на 10 000 метров в шестой раз за последние семь чемпионатов.
41-летний Николай Озолин в десятый раз стал чемпионом СССР в прыжке с шестом, а Сергей Кузнецов выиграл шестой титул в прыжке в длину, причём подряд. Аналогичную победную серию продлила Валентина Фокина, не проигрывавшая 80 метров с барьерами с 1943 года.
Галина Ганекер спустя два года вернула чемпионское звание в прыжке в высоту, опередив Александру Чудину (1,63 м против 1,60 м).
В 1950 году эстонский метатель молота Оскар Линнасте был репрессирован, а все его упоминания были стёрты из официальных справочников по требованиям цензуры. Из-за этого долгое время считалось, что второе место в метании молота на чемпионате 1948 года занял Артур Шехтель, а третье — его брат Александр Шехтель (49,98 м). Историческая справедливость была восстановлена лишь после распада СССР, когда в 1995 году в журнале «Лёгкая атлетика» была опубликована статья Галины Хинчук-Михайловой с результатами соревнований 1948 года без правок цензоров.
Чемпионат СССР по марафону прошёл отдельно, 26 июля в Москве. Чемпионы страны в кроссе определились 24 октября в Симферополе.

## Командное первенство
| Место | Команда   |
| ----- | --------- |
| 1     | Профсоюзы |
| 2     | «Динамо»  |
| 3     | «Спартак» |

## Медалисты

### Мужчины
| Дисциплина             | Золото                                                                    | Золото            | Серебро                                        | Серебро           | Бронза                                         | Бронза           |
| ---------------------- | ------------------------------------------------------------------------- | ----------------- | ---------------------------------------------- | ----------------- | ---------------------------------------------- | ---------------- |
| 100 м                  | Николай Каракулов Динамо Москва                                           | 10,6              | Леван Санадзе Наука Тбилиси                    | 10,6              | Пётр Головкин Вооружённые Силы Москва          | 10,8             |
| 200 м                  | Николай Каракулов Динамо Москва                                           | 21,7              | Леван Санадзе Наука Тбилиси                    | 21,9              | Владимир Сухарев Динамо Алма-Ата               | 22,2             |
| 400 м                  | Евгений Буланчик Искра Киев                                               | 49,6              | Пётр Чевгун Вооружённые Силы Киев              | 50,0              | Николай Пономарёв Буревестник Москва           | 50,1             |
| 800 м                  | Александр Пугачёвский Динамо Москва                                       | 1.53,8            | Михаил Сидоренко Спартак Минск                 | 1.54,5            | Эрих Веэтыусме Калев Таллин                    | 1.54,7           |
| 1500 м                 | Александр Пугачёвский Динамо Москва                                       | 3.56,6            | Михаил Сидоренко Спартак Минск                 | 3.58,4            | Станислав Пржевальский Вооружённые Силы Москва | 4.00,2           |
| 5000 м                 | Владимир Казанцев Динамо Москва                                           | 14.39,4           | Никифор Попов Вооружённые Силы Москва          | 14.46,4           | Феодосий Ванин Вооружённые Силы Москва         | 14.48,2          |
| 10 000 м               | Феодосий Ванин Вооружённые Силы Москва                                    | 31.01,2           | Никифор Попов Вооружённые Силы Москва          | 31.01,4           | Алексей Тюленев Динамо Москва                  | 31.09,8          |
| 3000 м с препятствиями | Александр Пугачёвский Динамо Москва                                       | 9.06,4            | Станислав Пржевальский Вооружённые Силы Москва | 9.11,0            | Владимир Казанцев Динамо Москва                | 9.18,8           |
| 110 м с барьерами      | Евгений Буланчик Искра Киев                                               | 14,4              | Тимофей Лунёв Искра Минск                      | 14,7              | Иван Степанчонок Динамо Москва                 | 14,8             |
| 200 м с барьерами      | Тимофей Лунёв Искра Минск                                                 | 24,3              | Иван Анисимов Динамо Киев                      | 25,5              | Сергей Попов Медик Ташкент                     | 25,6             |
| 400 м с барьерами      | Тимофей Лунёв Искра Минск                                                 | 54,0              | Евгений Буланчик Искра Киев                    | 54,4              | Пётр Чевгун Вооружённые Силы Киев              | 55,4             |
| Прыжок в высоту        | Юрий Илясов Вооружённые Силы Ленинград                                    | 1,96 м            | Василий Сидорко Динамо Киев                    | 1,90 м            | Габриэль Атанелов Вооружённые Силы Тбилиси     | 1,87 м           |
| Прыжок с шестом        | Николай Озолин Динамо Москва                                              | 4,18 м            | Пётр Денисенко Локомотив Днепропетровск        | 4,10 м            | Эрвин Уук Спартак Таллин                       | 3,90 м           |
| Прыжок в длину         | Сергей Кузнецов Вооружённые Силы Москва                                   | 7,19 м            | Владимир Волков Динамо Москва                  | 7,13 м            | Хандадаш Мадатов Динамо Баку                   | 7,13 м           |
| Тройной прыжок         | Хуго Раузберг Калев Таллин                                                | 14,47 м           | Леонид Щербаков Динамо Москва                  | 14,29 м           | Алексей Борисов Динамо Ташкент                 | 14,22 м          |
| Толкание ядра          | Хейно Липп Калев Тарту                                                    | 16,36 м           | Дмитрий Горяинов Вооружённые Силы Ленинград    | 15,61 м           | Виктор Тутевич Крылья Советов Москва           | 15,30 м          |
| Метание диска          | Али Исаев Динамо Москва                                                   | 46,91 м           | Леонид Митропольский Динамо Москва             | 46,07 м           | Борис Бутенко Буревестник Москва               | 45,33 м          |
| Метание молота         | Александр Канаки Вооружённые Силы Киев                                    | 54,87 м           | Оскар Линнасте Спартак Пярну                   | 51,37 м           | Артур Шехтель Динамо Ленинград                 | 50,75 м          |
| Метание копья          | Виктор Алексеев Зенит Ленинград                                           | 64,09 м           | Виктор Иевлев Буревестник Ленинград            | 63,87 м           | Харри Валлман Калев Таллин                     | 63,55 м          |
| Десятиборье*           | Хейно Липп Калев Тарту                                                    | 7780 очков (7072) | Пётр Денисенко Локомотив Днепропетровск        | 7016 очков (6574) | Владимир Волков Динамо Москва                  | 6684 очка (6289) |
| Ходьба на 20 км        | Петерис Зелтыньш Динамо Рига                                              | 1:43.52,0         | Лев Сеньков Спартак Ленинград                  | 1:44.53,0         | Адольф Лиепаскалнс Даугава Алуксне             | 1:45.26,0        |
| Ходьба на 50 км        | Арнольд Круклиньш Даугава Рига                                            | 4:40.15,4         | Адольф Лиепаскалнс Даугава Алуксне             | 4:47.29,0         | Арнольд Фельдманис Даугава Рига                | 4:55.03,0        |
| Эстафета 4×100 м       | Профсоюзы Георг Гильде Леван Санадзе Владимир Шаульский Владимир Короев   | 42,2              | Динамо                                         | 43,0              | Вооружённые Силы                               | 43,0             |
| Эстафета 4×400 м       | Профсоюзы Николай Пономарёв Тимофей Лунёв Пётр Денисенко Евгений Буланчик | 3.20,8            | Вооружённые Силы                               | 3.21,8            | Динамо                                         | 3.24,5           |

* Для определения победителя в соревнованиях десятиборцев использовалась старая система начисления очков. Пересчёт с использованием современных таблиц перевода результатов в баллы приведён в скобках.

### Женщины
| Дисциплина       | Золото                                                           | Золото     | Серебро                                        | Серебро    | Бронза                                           | Бронза    |
| ---------------- | ---------------------------------------------------------------- | ---------- | ---------------------------------------------- | ---------- | ------------------------------------------------ | --------- |
| 100 м            | Зоя Духович Динамо Ростов-на-Дону                                | 12,3       | Валентина Фокина Торпедо Горький               | 12,4       | Лидия Шевцова Медик Саратов                      | 12,5      |
| 200 м            | Зоя Духович Динамо Ростов-на-Дону                                | 25,4       | Ядвига Блинова Динамо Москва                   | 25,5       | Валентина Андрианова Вооружённые Силы Киев       | 25,6      |
| 400 м            | Ядвига Блинова Динамо Москва                                     | 57,6       | Вера Быстрова Буревестник Ленинград            | 58,2       | Вера Пижурина Динамо Москва                      | 58,4      |
| 800 м            | Татьяна Морозова Буревестник Ленинград                           | 2.15,7     | Мария Белоглазова Дзержинец Харьков            | 2.16,6     | Татьяна Истеева Красное Знамя Московская область | 2.16,6    |
| 1500 м           | Татьяна Истеева Красное Знамя Московская область                 | 4.42,6     | Татьяна Морозова Буревестник Ленинград         | 4.47,8     | Мария Белоглазова Дзержинец Харьков              | 4.50,2    |
| 80 м с барьерами | Валентина Фокина Торпедо Горький                                 | 11,6       | Елена Гокиели Динамо Тбилиси                   | 11,7       | Мария Барылова Крылья Советов Москва             | 11,8      |
| Прыжок в высоту  | Галина Ганекер Вооружённые Силы Ленинград                        | 1,63 м     | Александра Чудина Динамо Москва                | 1,60 м     | Варвара Папышева Буревестник Москва              | 1,54 м    |
| Прыжок в длину   | Александра Чудина Динамо Москва                                  | 5,58 м     | Валентина Васильева Буревестник Ростов-на-Дону | 5,50 м     | Лидия Бородина Динамо Москва                     | 5,49 м    |
| Толкание ядра    | Анна Андреева Динамо Москва                                      | 14,44 м    | Татьяна Севрюкова Динамо Москва                | 13,84 м    | Клавдия Точёнова Медик Ленинград                 | 13,74 м   |
| Метание диска    | Нина Думбадзе Динамо Тбилиси                                     | 50,19 м    | Зинаида Борисова Динамо Московская область     | 42,83 м    | Клавдия Точёнова Медик Ленинград                 | 41,59 м   |
| Метание копья    | Александра Чудина Динамо Москва                                  | 48,92 м    | Наталья Дятлова Зенит Ленинград                | 47,17 м    | Клавдия Маючая Динамо Москва                     | 44,40 м   |
| Пятиборье        | Александра Чудина Динамо Москва                                  | 4365 очков | Клавдия Точёнова Медик Ленинград               | 4127 очков | Лидия Бородина Динамо Москва                     | 3883 очка |
| Эстафета 4×100 м | Динамо Зоя Духович Е. Маркелова Ядвига Блинова Александра Чудина | 48,4       | Профсоюзы                                      | 49,4       | Вооружённые Силы                                 | 49,5      |
| Эстафета 4×200 м | Динамо Ядвига Блинова Юта Сандбанк Александра Чудина Зоя Духович | 1.43,0     | Профсоюзы                                      | 1.44,3     | Вооружённые Силы                                 | 1.45,0    |

## Чемпионат СССР по марафону
Лично-командный чемпионат СССР по марафону 1948 года прошёл 26 июля в Москве. На старт вышли 66 бегунов, из них 62 успешно закончили дистанцию. В 1948 году чемпионат впервые состоялся на официально утверждённой трассе со стартом и финишем на стадионе «Динамо» и маршрутом по Ленинградскому шоссе (чемпионат СССР проходил на этой трассе до 1957 года включительно). На ней стали фиксироваться рекорды СССР; прежде марафон проходил на трассах с различным профилем и трудностью, из-за чего официальные достижения в этой дисциплине не регистрировались.
Первую половину дистанции участники преодолевали против ветра. Группу лидеров возглавлял действующий чемпион Василий Гордиенко, преодолевший разворот через 1 час 17 мин 26 с после старта. В начале второй половины Гордиенко увеличил скорость, благодаря чему к 25-му километру оказался единоличным лидером. Позади него грамотно проводил забег Феодосий Ванин: на середине дистанции он был шестым с отставанием от лидеров в 22 секунды, а к 30-му километру поднялся на второе место, проигрывая столько же. Разрыв между Гордиенко и Ваниным составлял 150—200 метров и сохранялся до 40-го километра, когда бегун из Москвы начал длинное финишное ускорение. За 1300 метров до финиша бегуны поравнялись, а уже в следующее мгновение Ванин оторвался от соперника и убежал к своей первой победе на чемпионате страны по марафону. Гордиенко на финише уступил чемпиону 29 секунд, но при этом четвёртый год подряд попал на пьедестал национального первенства. Феодосий Ванин установил первый официальный рекорд СССР в марафоне, который в том числе превышал все предыдущие неофициальные достижения — 2:31.55,0.
| Дисциплина | Золото                                 | Золото    | Серебро                           | Серебро   | Бронза                              | Бронза    |
| ---------- | -------------------------------------- | --------- | --------------------------------- | --------- | ----------------------------------- | --------- |
| Марафон    | Феодосий Ванин Вооружённые Силы Москва | 2:31.55,0 | Василий Гордиенко Искра Ленинград | 2:32.24,0 | Яков Пунько Вооружённые Силы Москва | 2:40.36,0 |

## Чемпионат СССР по кроссу
Лично-командный чемпионат СССР по кроссу 1948 года прошёл 24 октября в Симферополе.

### Мужчины
| Дисциплина | Золото                                | Золото | Серебро | Серебро | Бронза | Бронза |
| ---------- | ------------------------------------- | ------ | ------- | ------- | ------ | ------ |
| Кросс 5 км | Иван Пожидаев РСФСР Томск             |        |         |         |        |        |
| Кросс 8 км | Михаил Салтыков Белорусская ССР Минск |        |         |         |        |        |

### Женщины
| Дисциплина | Золото                                 | Золото | Серебро                | Серебро | Бронза                     | Бронза |
| ---------- | -------------------------------------- | ------ | ---------------------- | ------- | -------------------------- | ------ |
| Кросс 1 км | Полина Родина РСФСР Московская область | 3.14,1 | Галина Жильцова Москва | 3.14,6  | Людмила Соколова Ленинград | 3.17,2 |
| Кросс 2 км | Анна Басенко Москва                    | 6.30,6 | Анна Мушкина Москва    | 6.30,8  | Ольга Подолякина Москва    | 6.31,2 |